# سل دیز ماژور
سل دیز ماژور (انگلیسی: G-sharp major) با مخفف (♯G) یک تنالیته بر پایه نت سل دیز و فواصل آن بر اساس گام ماژور است.

## تعریف
گام سل دیز ماژور شامل نت‌های : سل دیز، لا دیز، سی دیز، دو دیز، ر دیز، می دیز، فا دوبل دیز و اکتاو است.
این گام دارای شش علامت دیز و یک علامت دوبل دیز در سرکلید است.
مینور نسبی آن می دیز مینور و گام موازی، سل دیز مینور است.